# Учжоу
Учжоу (кит. спр. 梧州市, піньїнь: Wúzhōu Shì) — місто-округ в Гуансі-Чжуанському автономному районі. 

## Географія
Учжоу розташовується на сході провінції.

### Клімат
Місто знаходиться у зоні, котра характеризується вологим субтропічним кліматом. Найтепліший місяць — липень із середньою температурою 28.9 °C (84 °F). Найхолодніший місяць — січень, із середньою температурою 12.2 °С (54 °F).
| Клімат Учжоу            | Клімат Учжоу | Клімат Учжоу | Клімат Учжоу | Клімат Учжоу | Клімат Учжоу | Клімат Учжоу | Клімат Учжоу | Клімат Учжоу | Клімат Учжоу | Клімат Учжоу | Клімат Учжоу | Клімат Учжоу | Клімат Учжоу |
| Показник                | Січ.         | Лют.         | Бер.         | Квіт.        | Трав.        | Черв.        | Лип.         | Серп.        | Вер.         | Жовт.        | Лист.        | Груд.        | Рік          |
| Абсолютний максимум, °C | 27           | 32           | 33           | 36           | 37           | 37           | 37           | 38           | 38           | 35           | 32           | 28           | 38           |
| Середній максимум, °C   | 17           | 17           | 22           | 26           | 30           | 32           | 33           | 33           | 32           | 29           | 24           | 20           | 26           |
| Середня температура, °C | 12           | 13           | 18           | 22           | 25           | 27           | 28           | 28           | 27           | 23           | 19           | 14           | 21           |
| Середній мінімум, °C    | 7            | 9            | 14           | 18           | 21           | 23           | 24           | 24           | 22           | 18           | 14           | 9            | 17           |
| Абсолютний мінімум, °C  | −1           | −2           | 5            | 7            | 13           | 12           | 11           | 21           | 16           | 2            | 3            | 2            | −2           |
| Норма опадів, мм        | 30           | 50           | 90           | 150          | 200          | 190          | 150          | 170          | 80           | 40           | 30           | 30           | 1270         |
| Днів з дощем            | 7            | 10           | 12           | 14           | 16           | 16           | 14           | 14           | 9            | 5            | 5            | 6            | 132          |
| Вологість повітря, %    | 67           | 75           | 81           | 81           | 82           | 83           | 82           | 80           | 78           | 69           | 73           | 73           | 77           |
| ----------------------- | ------------ | ------------ | ------------ | ------------ | ------------ | ------------ | ------------ | ------------ | ------------ | ------------ | ------------ | ------------ | ------------ |
| Джерело: Weatherbase    |              |              |              |              |              |              |              |              |              |              |              |              |              |

## Адміністративний поділ
Міський округ поділяється на 3 райони, 1 місто і 3 повіти:
| Карта                                                  | Карта   | Карта    | Карта            |
| ------------------------------------------------------ | ------- | -------- | ---------------- |
| Меншань Тен Цан'у ① ② Лунсюй Ценьсі ① Чанчжоу ② Ваньсю |         |          |                  |
| Статус                                                 | Назва   | Оригінал | Населення (2020) |
| Район                                                  | Ваньсю  | 万秀区   | 271 989          |
| Район                                                  | Лунсюй  | 龙圩区   | 288 482          |
| Район                                                  | Чанчжоу | 长洲区   | 299 344          |
| Місто                                                  | Ценьсі  | 岑溪市   | 724 364          |
| Повіт                                                  | Меншань | 蒙山县   | 164 420          |
| Повіт                                                  | Тен     | 藤县     | 795 612          |
| Повіт                                                  | Цан'у   | 苍梧县   | 276 766          |